# 번개사궁
번개사궁 또는 번개형 사궁은 번개 모양을 연상시키는 곡사궁의 일종이다. 비슷한 형태로 L자형 사궁이 있다.